# Władysław Dulęba (Iranist)
Władysław Dulęba (* 1920 in Tłumacz, Polen; † 1987 in Kanada) war ein polnischer Iranist und der erste Übersetzer von Werken Rudakis ins Polnische. Er studierte Orientalistik an der Jagiellonen-Universität, wo er 1966 seinen Master-Abschluss im Fach „Persische Literatur“ machte. In den folgenden Jahren arbeitete er dort als Hochschullehrer. Von 1965 bis 1973 war er als Chefredakteur des staatlichen Musikverlages „Polskie Wydawnictwo Muzyczne“ in Krakau tätig. Er habilitierte sich im Jahre 1986.